# Stuart Hameroff
Stuart Hameroff ( * 1947 Búfalo, Nueva York) es un anestesista y profesor de la Universidad de Arizona, conocido por promover el estudio científico de la conciencia y por sus especulaciones sobre la teoría de los mecanismos que la gobiernan.

## Carrera
Hameroff recibió la graduación BS en la Universidad de Pittsburgh y su graduación como doctor en Medicina en el Hospital Universitario Hahnemann (ahora parte del Colegio Universitario de Medicina Drexel). Se trasladó al Centro médico de Tucson en 1973. De 1977 en adelante su carrera ha transcurrido en la Universidad de Arizona, donde fue nombrado profesor en los departamentos de anestesiología y psicología en 1995, director asociado para el Centro de Estudios de la Conciencia en 1999, profesor emérito en anestesiología y psicología en 2003, y director del Centro de Estudios de la Conciencia en 2004 (había sido cofundador de este centro en 1998).

## Teorías
En el comienzo de su carrera, mientras estaba en Hahneman, los trabajos de investigación relacionados con el cáncer dieron lugar a que su interés cambiase al papel que juegan los microtúbulos en la división celular, y a especular en como pudieran ser simulados dentro del mundo de la computación. También le sugirieron que parte de la solución del problema de conciencia podría consistir en la comprensión de las operaciones de los microtúbulos en las células del cerebro, operaciones en los niveles moleculares y supramoleculares.
Las operaciones microtubulares son extraordinariamente complejas y su papel en las operaciones celulares es omnipresente, considerando también aspectos como la velocidad a través de la cual se mueve la información en el cerebro, que brinda un acercamiento al efecto de superposición de la física cuántica, efecto que ocurre cuando un objeto "posee simultáneamente" dos o más valores de una cantidad; estos hechos dieron lugar a la especulación de que los procesos que permiten emerger a la conciencia, de alguna manera podrían estar ocurriendo allí. Estas ideas son discutidas en el primer libro de Hameroff Ultimate Computing (1987). En esencia, este libro aborda las posibilidades de procesamiento de la información en el tejido biológico y sobre todo en los microtúbulos y otras partes del citoesqueleto. Hameroff sostiene que los componentes del citoesqueleto podrían ser las unidades básicas de procesamiento en lugar de las neuronas. El libro se centra fundamentalmente en el procesamiento de la información, siendo la conciencia un elemento secundario que emerge de esta etapa.
Al margen de Hameroff, Roger Penrose publicó su primer libro sobre la conciencia, La nueva mente del emperador. Sobre la base del teorema de la incompletitud de Godel, Penrose sostiene que el cerebro desempeña funciones de las que ningún equipo o sistema de algoritmos actual puede. De esta naturaleza emerge la propia conciencia que podría ser fundamentalmente no-algorítmica, e incapaz de ser modelada con una máquina clásica tipo ordenador. Esto contrasta con la idea de una explicación mecánica, que prevalecía en el campo de la inteligencia artificial en ese momento.
Penrose considera los principios de la teoría cuántica como una fuente alternativa al proceso por el cual podría surgir la consciencia. Además, sostuvo que este proceso no algorítmico en el cerebro requiere una nueva forma de colapso de la función de onda, que más tarde recibieron el nombre de teorías de colapso objetivo (OR), que podría vincular el cerebro con la geometría fundamental del espacio. En esta etapa, carecía de ideas precisas sobre como ese proceso cuántico podría ser instanciado en el cerebro. Por otra parte, las ideas de Penrose fueron ampliamente criticadas por los neurólogos, lógicos y filósofos, sobre todo Grush y Churchland (Grush y Churchland, 1995).
Hameroff inició el contacto con Penrose, cuando leyó su libro. Compartiendo el conocimiento adquirido por sus años como anestesiólogo, Hameroff expuso como interactuaba la anestesia y como era posible que la conciencia tomase forma en ese estado pudiendo aislar objetivos específicos mediante mediciones relacionadas con los microtúbulos neuronales. Los dos se reunieron en 1992, y Hameroff sugirió que los microtúbulos son buenos candidatos como mecanismos cuánticos en el cerebro. Penrose se interesó por la matemática características del entramado en malla que forman los microtúbulos, y durante los dos años siguiente los dos colaboraron en la formulación del modelo de conciencia denominado como la Reducción del Objetivo Orquestado (Orch-OR). A consecuencia de esta colaboración, Penrose publicó su segundo libro sobre la conciencia, Las sombras de la mente.